# 中川町 (前橋市)
中川町（なかがわまち）は、群馬県前橋市の旧町名である。
現在の三河町二丁目、文京町一丁目の各一部にあたる。1966年（昭和41年）の住居表示の実施により、三河町二丁目、文京町一丁目の各一部となった。

## 地理
前橋市の中部に位置していた。

## 歴史
江戸時代頃からある地名だった。前橋城下町人町の1町だった。
1966年（昭和41年）の住居表示の実施に伴う町名変更により、大部分が三河町一丁目、南部の両毛線線路敷の区域が文京町一丁目の各一部となり消滅した。

### 年表
- 1889年 中川町を含む30町11大字を合併し東群馬郡前橋町が成立したため、前橋町の町名となる。
- 1892年 東群馬郡前橋町が市制施行して前橋市となる。その際に前橋市の町名となる。
- 1966年 住居表示の実施に伴う町名変更により、大部分が三河町一丁目となる。その際、南部の両毛線線路敷の区域に旧町名が残る。
- 1967年 南部の両毛線線路敷の区域が文京町一丁目の一部となり消滅。